# 平河喜美男
平河 喜美男（ひらかわ きみお、1929年5月22日 -）は、日本の官僚、元安田信託銀行顧問。

## 経歴
熊本県生まれ。熊本県立玉名中学校卒業。第五高等学校卒業、東京大学理学部卒業。
昭和31年、旧通商産業省（現：経済産業省）入省。主に技術畑を歩んだ。
昭和59年、立地公害局長就任。
昭和60年、退官。その後、安田信託銀行の顧問を経て昭和電工株式会社専務取締役、日本規格協会理事長。